# Luděk Štyks
Luděk Štyks (* 30. Juni 1961 in Litoměřice) ist ein ehemaliger tschechoslowakischer Radrennfahrer.

## Sportliche Laufbahn
Štyks war Teilnehmer der Olympischen Sommerspiele 1988 in Seoul. Im olympischen Straßenrennen wurde er beim Sieg von Olaf Ludwig als 47. klassiert.
1983 gab er sein Debüt in der Nationalmannschaft in der DDR-Rundfahrt und wurde 32. im Endklassement. Er fuhr 1983 auch die Tour de l’Avenir (76. Platz in der Gesamtwertung) und gewann die Bergwertung im Milk Race (20. Gesamtrang). In der Tour de Bohemia gewann er eine Etappe und wurde Dritter der nationalen Meisterschaft im Straßenrennen (ebenso 1985). 1984 holte er den Straßentitel vor Jiří Boháč. 1986, 1988 und 1992 gewann er erneut den nationalen Titel im Straßenrennen. In der Luxemburg-Rundfahrt 1984 gelang ihm ein Tageserfolg.
1985 wurde er hinter Sergei Uslamin Zweiter im Giro d’Italia der Amateure. Im Grand Prix Guillaume Tell 1987 gewann er eine Etappe. 1987 holte er auch zwei Etappensiege in der Lidice-Rundfahrt und jeweils einen im Grand Prix Guillaume Tell und in der Tour du Loir-et-Cher, 1988 einen Etappensieg in der Rheinland-Pfalz-Rundfahrt.
Die Internationale Friedensfahrt fuhr er zweimal. 1984 wurde er 7. und 1988 20. der Gesamtwertung. Im Rennen der Straßenradsport-Weltmeisterschaften 1987 kam er auf den 6. Platz. 1989 gewann er eine Etappe der Österreich-Rundfahrt. 1990 wurde er Zweiter der Tour de Bohemia und gewann das Eintagesrennen Velká Bíteš–Brno–Velká Bíteš.
1991 fuhr Štyks eine Saison als Berufsfahrer im Radsportteam Varta–ELK Haus.